# 以莉·高露
以莉·高露，臺灣女歌手，出生於花蓮縣鳳林鎮，鳳信部落的阿美族人，七歲以後在台北成長。先後隨著「原舞者」與「野火樂集」在各地演唱，參與部分合輯的創作和演唱，華語流行音樂及原住民音樂的創作歌手。

## 經歷
2006年加入「好客愛吃飯」樂團（原好客樂隊），2010年與丈夫陳冠宇等人在宜蘭縣南澳鄉投入有機稻米栽植，成為了左手種稻、右手寫歌的音樂人一員。2011年發行專輯《輕快的生活》，獲得中華音樂人交流協會2011年度十大優良專輯及第1屆「音樂推動者大獎」年度專輯大獎，隨後獲得第23屆金曲獎最佳原住民語歌手獎、最佳原住民語專輯獎及最佳新人獎。2012年10月20日，長女Terefo（娣樂伏）誕生。2015年透過群眾募資方式獨立製作並發行專輯《美好時刻》，獲得中華音樂人交流協會年度〈2015年度十大優良專輯〉。
2015年與丈夫陳冠宇及小孩移居台東長濱鄉，除了繼續種稻寫歌的生活之外，並以歌聲及行動參與公益活動。2015年參加公益音樂合輯《4141—為南迴而唱》，參加合輯原住民音樂人包含巴奈 ·庫穗、以莉·高露、舒米恩、桑布伊、保卜、張威龍、巴賴、阿修、原味醞釀與毛恩足。合輯所得全數捐給南迴協會作為公益使用外，藉由音樂、藝術、創作的方式，讓南迴的故事感動更多的人。2016年首度跨足戲劇於 原住民族電視台《巴克力藍的夏天》飾演 餐廳老闆娘。2017年7月實現日本首次正式巡演，除獲邀參加日本享譽盛名的富士搖滾音樂祭(Fuji Rock Festiaval)於橘舞台(Orange Cafe)登場演出外，同時也受邀於東京代代木公園舉辦的2017Taiwan Festa演出。另外，並於日本東京青山月見君想Live House舉辦個人演唱會，與日本氣質女伶畠山美由紀同台演出。2024年5月20日受邀擔任中華民國總統副總統就職典禮表演歌手。

## 音樂作品

### 劉靖怡
- 2006年 合輯《美麗心民謠》，演唱單曲<長春花>、<狩獵歌>
- 2006年 合輯《鄒之春神 高一生》，演唱單曲<春之佐保姬>、<狩獵歌>
- 2007年 合輯《美麗心民謠-想念》，演唱單曲<迎親曲>
- 2008年 合輯《敬！李雙澤 唱自己的歌》，演唱單曲<心曲>
- 2010年 合輯《美麗心民謠-出發》，演唱單曲<老人飲酒歌(青春版)>、<請問芳名>

### 好客愛吃飯
- 2008年 專輯《愛吃飯》

### 以莉·高露

#### 專輯
- 2011年 《輕快的生活》
- 2015年 《美好時刻》
- 2021年 《尋找你》

#### EP
- 2012年 《阿嬤的故事》(未公開發行)

#### 合輯
- 2012年 《吹過島嶼的風》，演唱單曲<打獵歌>

#### 單曲
- 2013年 以莉·高露<倔強的微笑>
- 2016年 以莉·高露<家家歌>
- 2024年 桑布伊 feat.以莉·高露<螢火蟲>

### 絲竹空爵士樂團
- 2012年 專輯《旋轉》

## 演出作品

### 電視劇
- 2016年 原住民族電視台《巴克力藍的夏天》飾演 餐廳老闆娘

## 獎項
| 年份   | 獲提名         | 獎項                                  | 結果 |
| ------ | -------------- | ------------------------------------- | ---- |
| 2012年 | 《輕快的生活》 | 第15屆中華音樂人交流協會 年度十大專輯 | 獲獎 |
| 2012年 | 《輕快的生活》 | 第23屆金曲獎 最佳新人獎               | 獲獎 |
| 2012年 | 《輕快的生活》 | 第23屆金曲獎 最佳原住民語歌手獎       | 獲獎 |
| 2012年 | 《輕快的生活》 | 第23屆金曲獎 最佳原住民語專輯獎       | 獲獎 |
| 2016年 | 《美好時刻》   | 第19屆中華音樂人交流協會 年度十大專輯 | 獲獎 |
| 2022年 | 《尋找你》     | 第33屆金曲獎 最佳華語女歌手獎         | 提名 |
| 2022年 | 《尋找你》     | 第25屆中華音樂人交流協會 年度十大專輯 | 獲獎 |